# Iparosotthon
A kecskeméti Iparosotthon Komor Marcell és Jakab Dezső építészek által tervezett szecessziós stílusú műemlék-épület, melyet 1906-ban avattak fel. A táncteremből átalakított Otthon Mozi bejárati előtere a térről nyílik. Itt az 1928-ban felavatott márványtáblák az építtetőkre, a szomszédos kapualjban pedig újabbak a felújítókra emlékeztetnek.
A Kecskeméti Iparegyesület 1861-ben kezdte meg működését, majd ipartársulattá alakult át az ács-kőműves és fazekas egyesület céh. Az 1884-ben ipatestületbe tömörült kecskeméti mesterek új székháza 1907-ben készült el. A gyönyörű "palotát" az első világháború után rövid ideig a román, a második világháború utáni évtizedekig a szovjet megszállók foglalták el.